# 兴国镇 (阳新县)
兴国镇，是中华人民共和国湖北省黃石市阳新县下辖的一个乡镇级行政单位。

## 行政区划
兴国镇下辖以下地区：
山川台社区、陵园社区、桃花泉社区、儒学垴社区、五马坊社区、三眼井社区、东岳社区、张家垴社区、熊家垴社区、五一社区、莲花池社区、上街村、太垴村、白杨村、石震村、银山村、滑石村、官桥村、用录村、南市村、七里岗村、宝塔村、胜利村和彭山村。

## 交通
- 武九客运专线：阳新站